# Гейсень
Гейсень, Гейсені (рум. Găiseni) — село у повіті Джурджу в Румунії. Входить до складу комуни Гейсень.
Село розташоване на відстані 36 км на захід від Бухареста, 73 км на північ від Джурджу, 147 км на схід від Крайови, 126 км на південь від Брашова.

## Населення
За даними перепису населення 2002 року у селі проживали 2212 осіб. Усі жителі села рідною мовою назвали румунську.
Національний склад населення села:
| Національність | Кількість осіб | Відсоток |
| -------------- | -------------- | -------- |
| румуни         | 2123           | 96,0%    |
| цигани         | 89             | 4,0%     |